# Phacelia laxa
Phacelia laxa là loài thực vật có hoa trong họ Mồ hôi. Loài này được Small miêu tả khoa học đầu tiên năm 1898.